# 红石林镇
红石林镇，是中华人民共和国湖南省湘西土家族苗族自治州古丈县下辖的一个乡镇级行政单位。

## 行政区划
红石林镇下辖以下地区：
茄通社区、河西社区、张家坡村、先锋村、下布尺村、铁马洲村、科布车村、花兰村、泽禾溪村、老司岩村、岩仁坪村、茄通村、马达坪村、白果树村、龙天坪村、河西村、河南村和烈溪村。

## 中国传统村落
2012年，老司岩村被评为首批“中国传统村落”。

## 名胜
- 红石林国家地质公园